# Горонович, Иллиодор Софроньевич
Иллиодор Софроньевич Горонович (5 января 1856 — 26 января 1919, Кюстендил) — полковник болгарской армии, русский отставной войсковой старшина Кубанского казачьего войска, герой и участник боевых действий Русско-турецкой войны 1877—1878 годов, первый военный управляющий административного округа Кюстендил и первый почётный гражданин города Кюстендил с 1881 года.
Иллиодор Софроньевич Горонович вступил в службу Русской императорской армии, на правах вольноопределяющегося 1-го разряда, нижним чином – юнкером, рядового звания, в 1-е Павловское военное училище.
Участвовал в Русско-турецкой войне 1877—1878 годов, на Балканском театре войны, в качестве подъесаула 9-го Донского казачьего полка. После войны остался жить в Кюстендиле. Русский офицер служил в Болгарской армии. Был командиром 3-й роты 2-й пехотной Кюстендилской дружины Болгарской армии. Был назначен окружным военным командующим. Был временным губернатором округа Кюстендил. В 1881 году, был объявлен первым почётным гражданином болгарского города Кюстендила.
В 1878—1885 годах Иллиодор Софроньевич Горонович служил в Болгарии, где занимал должности начальника охраны македонской пограничной линии и окружного управляющего Кюстендильского округа. Был женат на болгарке и постоянно проживал с семьёй в городе Кюстендил.
Ушёл Иллиодор Софроньевич Горонович, в отставку в звании полковника Болгарской армии. Скончался 26 января 1919 года в городе Кюстендил, в Царстве Болгария, погребён на местном христианском кладбище города Кюстендила. В доме, в котором он жил, установлена мемориальная доска в память первого почётного гражданина Кюстендила.